# Hydrogen Council
Der Hydrogen Council ist ein aus mehr als 130 Unternehmen bestehender Unternehmenszusammenschluss und eine Non-Profit-Organisation AISBL mit Sitz in Brüssel. Teil des Zusammenschlusses sind Firmen aus den Sektoren Energie, Transport, Infrastruktur und Finanzen aus mehr als 20 Ländern. Das gemeinsame Ziel ist es, den Einsatz von Wasserstoff und auf Wasserstoff beruhende Technologien und Verfahren in Industrie und Transport zu beschleunigen und dabei Akteure aus der Forschung mit dem öffentlichen und privaten Sektor zusammenzubringen, um den Aufbau einer dafür nötigen Infrastruktur zu fördern. Daneben werden im Auftrag des Council Untersuchungen angestellt und regelmäßig Forschungsberichte veröffentlicht.
In der breiten Öffentlichkeit wird der Hydrogen Council als Lobbyverband verstanden, welcher aktiv für den Bereich Wasserstoff tätig ist. So kritisierte der Wasserstoffrat mit einem Brief eine Aussage vom 25. April 2023 von Margrethe Vestager, EU-Kommissarin für Wettbewerb, das Beihilfen für Wasserstoff nicht genehmigt würden. „Wasserstoff ist nicht Teil des Programms. Das liegt daran, dass sein Transport sehr teuer ist“ sagte sie der dänischen Zeitung "Finans".

## Geschichte
Der Wasserstoffrat wurde am 7. Januar 2017 auf dem Weltwirtschaftsforum in Davos ins Leben gerufen. In einer der beiden offiziellen Erklärungen, die auf dem Forum abgegeben wurden, erklärte Benoît Potier, Geschäftsführer von Air Liquide, dass das Ziel der Initiative darin bestehe, „zu erklären, warum Wasserstoff zu den Schlüssellösungen für die Energiewende gehört, sowohl im Mobilitäts- als auch im Energie-, Industrie- und Haushaltssektor“.
Zu den 13 Gründungsmitgliedern gehören Air Liquide, Alstom, Anglo American plc, BMW, Daimler AG, ENGIE, Honda, Hyundai Motor Company, Kawasaki Heavy Industries, Royal Dutch Shell, The Linde Group, Total und Toyota.

## Mitglieder
Im April 2022 hatte der Hydrogen Council 134 Mitglieder. Darunter Mitglieder in der Steering Group, der Supporting Group und der Investor Group. In der letzteren befinden sich Staatsfonds, Versicherungen und Banken. Aus der deutschen Wirtschaft waren die Unternehmen Audi, BMW, Bosch, MAN Energy Solutions, Mercedes-Benz, Schaeffler-Gruppe, Siemens Energy, Thyssenkrupp und Uniper vertreten. Eine vollständige Liste der Mitglieder ist auf der Webseite des Hydrogen Council zu finden.